# Pleomassariaceae
Pleomassariaceae is een familie van de  Ascomyceten. Het typegeslacht is Pleomassaria.

## Geslachten
Volgens Index Fungorum telt de familie vijf geslachten (peildatum april 2022):
- Asteromassaria
- Lichenopyrenis
- Peridiothelia
- Splanchnonema
- Pleomassaria